# Nichirei International Championships 1992
Nichirei International Championships 1992 — жіночий тенісний турнір, що проходив на відкритих кортах з твердим покриттям Ariake Coliseum у Токіо (Японія). Належав до турнірів 2-ї категорії в рамках Туру WTA 1992. Відбувсь утретє і тривав з 22 до 27 вересня 1992 року. Перша сіяна Моніка Селеш здобула титул в одиночному розряді й отримала 70 тис. доларів США.

## Фінальна частина

### Одиночний розряд
Моніка Селеш —  Габріела Сабатіні 6–2, 6–0
- Для Селеш це був 8-й титул в одиночному розряді за сезон і 28-й — за кар'єру.

### Парний розряд
Мері Джо Фернандес /  Робін Вайт —  Яюк Басукі /  Міягі Нана 6–4, 6–4